# Frank Olson
Pour les articles homonymes, voir Olson.
Frank Rudolph Olson, né le 17 juillet 1910 à Hurley, Wisconsin, et mort le 28 novembre 1953 à Manhattan, New York, est un biochimiste américain. Officier de réserve de l'armée des États-Unis, il est appelé au service actif pendant la Seconde Guerre mondiale.  
Il étudie les armes biologiques et chimiques en tant que spécialiste de la transmission aérienne des agents pathogènes, d'abord pour l'armée puis comme consultant de la Central Intelligence Agency (CIA) dans le cadre du projet MK-NAOMI. Sa mort dans des circonstances suspectes entraîna plusieurs polémiques, alimentées par les révélations sur des opérations secrètes menées par les services secrets. 

## Biographie

### Enfance et formation
Frank Olson grandit dans une petite ville du Wisconsin, où ses parents se sont installés après avoir immigré de Suède. Il s'intéresse à la chimie et obtient un doctorat de l'université du Wisconsin en 1941. Olson épouse une camarade de classe, Alice, qui deviendra la mère de ses trois enfants. Pour financer ses études, il s'est inscrit comme officier de réserve de l'armée des États-Unis. Olson accepte un premier travail à la station d'expérimentation agricole de l'université Purdue, avant d'être appelé au service actif en tant que lieutenant peu après l'entrée en guerre des États-Unis dans la Seconde Guerre mondiale,,.

### Carrière professionnelle

#### Premières recherches
En 1943, Olson est recruté par son ancien directeur de thèse, Ira L. Baldwin, devenu le premier directeur scientifique de l'U.S. Army Biological Warfare Laboratories (USBWL). Il intègre une équipe de chercheurs secrètement chargée de débuter le programme américain d'armes biologiques, participant à des recherches et des expérimentations sur le bioconfinement, la décontamination et la stérilisation, entre autres domaines,,. Elles sont menées à Fort Detrick, Maryland, sous la responsabilité du lieutenant-colonel Vincent Ruwet et la direction du Dr John Schwab. Spécialiste de la transmission des maladies par voie aérienne, le Dr Olson étudie les possibilités offensives des aérosols et les moyens de se prémunir contre de telles attaques,.
Il est contraint de quitter l'uniforme et les fonctions de militaire en 1944, en raison d'un problème de santé chronique, mais continue ses recherches en tant que civil. Il se rend plusieurs fois sur le terrain d'essai isolé de Dugway, qui sert à tester des agents biologiques, et participe à l'opération Harness sur l'île d'Antigua en 1949. L'année suivante, il est mobilisé pour l'opération Sea Spray à San Francisco,. Une unité spéciale de l'U.S. Army Chemical Corps, constituée pour élaborer des armes chimiques et biologiques, est à l'origine de ces expérimentations : la division des opérations spéciales (SOD). Olson est nommé à la tête de l'unité en 1950, jusqu'au début de l'année 1953,.

#### Collaboration avec la CIA
En 1952, un partenariat est officialisé avec la CIA, qui poursuit les mêmes objectifs mais ne dispose pas du matériel et des systèmes opérationnels nécessaires. De cette manière, le SOD et le bureau des services techniques de l'agence (TSS) peuvent étudier et tester les propriétés offensives du LSD,,. Olson assiste les agents du renseignement, travaillant comme consultant pour les projets ARTICHOKE puis MK-ULTRA. Il effectue plusieurs voyages en Europe, en particulier en Allemagne, au cours desquels il est témoin de séances de torture sur des prisonniers,,.
Selon le journaliste américain Hank P. Albarelli, Frank Olson serait impliqué dans l'affaire du pain maudit, théorie selon laquelle du LSD aurait été testé comme arme de guerre, par pulvérisation aérienne sur la population de Pont-Saint-Esprit ainsi que par la contamination de produits alimentaires locaux.

### Derniers jours et mort

#### Expérimentation de Deep Creek Lake
En novembre 1953, restreint par sa hiérarchie concernant l'utilisation du LSD, Gottlieb décide de tester les effets du psychotrope sur les scientifiques du SOD à l'occasion de la réunion semi-annuelle de MK-NAOMI. Un séminaire de trois jours est organisé dans une cabane à Deep Creek Lake, dans l'ouest du Maryland, auquel participent notamment le lieutenant-colonel Ruwet, John Schwab, et Frank Olson. Lors de la soirée du 19 novembre 1953, une dose de LSD est discrètement versée dans une bouteille de Cointreau par Robert Lashbrook. À l'exception de deux personnes, tous les membres du SOD sont invités à en boire un verre, avant que Gottlieb ne leur révèle la nature de l'expérimentation en cours. Olson montre rapidement des signes préoccupants de paranoïa, remarqués par plusieurs collègues présents,,,.

#### Dépression et traitement à New York
De retour chez lui à Frederick, Olson tourne en rond, persuadé d'être la victime d'une campagne officieuse menée à son encontre. Dès le lundi matin suivant, il se présente au bureau de son supérieur, le lieutenant-colonel Ruwet, pour démissionner. En proie à un « dilemme éthique », selon sa femme, Olson apparait « agité et confus » d'après sa hiérarchie. Celle-ci doit rapidement évaluer dans quelle mesure cette situation représente une menace pour les activités secrètes de l'armée et de la CIA,,.
Après un rapide entretien, décision est prise de l'envoyer à New York pour être pris en charge par le Dr Harold Abramson, qui n'a pas de formation en psychiatrie mais qui possède l'habilitation de sécurité nécessaire. Il est accompagné de Lashbrook, qui enchaîne aussi les échanges avec le scientifique pendant plusieurs jours. Mais, malgré de courtes périodes d'accalmie, son état ne s'améliore pas,. Olson est convaincu que la CIA fait verser des produits dans son café pour l'empêcher de dormir, et ne cesse de questionner ses collègues de l'agence. Une visite chez le magicien John Mulholland, consultant du TSS sur les questions d'hypnose, renforce ses suspicions. Le 26 novembre 1953, un dîner a lieu à Long Island entre Olson, Lashbrook et Abramson. Ce dernier, dépassé par la tâche à accomplir, recommande l'hospitalisation du biologiste du SOD à Chestnut Lodge, un sanatorium proche de chez lui. Au cours d'une réunion le lendemain, Olson accepte de s'y rendre et montre des signes de soulagement. Pour la première fois depuis son départ, il appelle sa femme, pour lui annoncer cette décision,,.

#### Mort
Pour leur dernière nuit à Manhattan, Olson et Lashbrook dorment dans la chambre 1018A du Statler Hotel, sur la Septième Avenue. Dans la nuit du 27 au 28 novembre 1953, à 2 h 25, Olson passe au travers de la fenêtre de la chambre située au dixième étage de l'immeuble. La chute est mortelle. En quelques minutes, tandis qu'une foule se rassemble autour du corps en contrebas, Lashbrook appelle Gottlieb et Abramson pour les prévenir. Quand la police arrive, les premières consignes pour masquer l'implication de la CIA ont été données,,,.

## Enquête

### Constatations et premières conclusions
En arrivant dans la chambre 1018A, les policiers trouvent un homme seul dans la salle de bain. Lashbrook prétend être un chimiste du département de la Défense (DoD) venu à New York avec son collègue instable. Il raconte qu'il dormait lorsque le drame s'est produit, et qu'il a été réveillé par le bruit des éclats de verre,. Il n'en dit pas plus jusqu'à l'arrivée du colonel Sheffield Edwards, directeur du bureau de la sécurité de la CIA et ancien superviseur du projet BLUEBIRD. Une fois sur place, celui-ci explique le fonctionnement de la dissimulation en cours à tous les agents impliqués.
Le lieutenant-colonel Ruwet est chargé d'annoncer le décès de Frank Olson à sa famille, à Frederick. Pendant ce temps, l'agent James McCord vient épauler Lashbrook au Stater Hotel. Ce dernier est sonné, mais doit encore réunir ses affaires et récupérer le rapport du Dr Abramson avant de quitter la ville. D'autres agents de l'agence sont missionnés pour orienter l'enquête de la police de New York, qui conclut en expliquant la mort d'Olson par de « multiples fractures consécutives à un saut ou une chute »,,.

### Révélations de la commission Rockefeller
Près de 22 ans plus tard, en 1975, la famille de Frank Olson prend connaissance des circonstances entourant sa mort lorsque la commission Rockefeller dévoile publiquement certaines des activités de la CIA, notamment les expérimentations du LSD. Le 11 juin 1975, le Washington Post publie un article concernant la mort d'un « employé civil du département de l'Armée », mais l'identité de la victime n'est pas donnée. Toutefois, de nombreux détails permettent rapidement à la famille de faire le lien avec le Dr Olson,.
Un mois plus tard, le 10 juillet 1975, une conférence de presse est organisée par la veuve et les enfants, qui demandent la réouverture de l'enquête et déclarent vouloir intenter un procès à l'encontre de la CIA. Pour les conseiller, ils font appel au journaliste d'investigation Seymour Hersh,,. La perspective d'une procédure judiciaire, qui pourrait forcer le gouvernement à déclassifier d'autre documents particulièrement sensibles, alerte la Maison-Blanche. Pour éviter ce désastre imminent, une rencontre est organisée le 21 juillet 1975, au cours de laquelle le président Gerald Ford présente personnellement ses excuses à la famille au nom du gouvernement des États-Unis,.
En 1976, la famille du Dr Olson abandonne les poursuites judiciaires en échange d'un versement de 750 000 $,.

### Hypothèse d'un assassinat
Eric, fils aîné du Dr Olson, est persuadé que son père a été assassiné. Dans une quête longue de plusieurs décennies, il a réuni un certain nombre d'éléments qui selon lui accréditent cette hypothèse.
En 1994, à sa demande, le corps de Frank Olson est exhumé pour une nouvelle autopsie,. James E. Starrs, professeur de droit et de science médico-légale à l'université George Washington, rapporte l'existence de fractures du crâne indiquant un traumatisme dû à un ou plusieurs coups antérieurs à la chute. Il déclare également que son équipe n'a trouvé aucune trace des coupures décrites dans le rapport initial de la police de New York, normalement encore visibles,,.  Cependant, il est impossible pour Eric Olson d'engager des poursuites judiciaires à cause de l'accord conclu dans les années 1970.

## Documentaires télévisés
- Un épisode de l'émission Unsolved Mysteries consacré à l'affaire Frank Olson est diffusé le 25 septembre 1994[2].
- Wormwood est une série documentaire réalisée par Errol Morris et diffusée en 2017 sur la plateforme Netflix, centrée sur les circonstances et les mystères entourant la mort d'Olson[22],[23].